# Courcy (Manche)
Courcy – miejscowość i gmina we Francji, w regionie Normandia, w departamencie Manche.
Według danych na rok 1990 gminę zamieszkiwały 474 osoby, a gęstość zaludnienia wynosiła 41 osób/km² (wśród 1815 gmin Dolnej Normandii Courcy plasuje się na 461. miejscu pod względem liczby ludności, natomiast pod względem powierzchni na miejscu 414.).